# Cantonesi
I Cantonesi (廣東人T, 广东人S, Guangdong rénP; Jyutping: Gwong2 Dung1 Jan4) sono un popolo han le cui tradizionali patrie ancestrali si trovano nel Guangdong e Guangxi in Cina. Il termine "Cantonesi" sarebbe in senso stretto sinonimo del sottogruppo etnico Bun Dei (Jyutping: bun2 dei6) ed è noto talvolta come Gwong Fu Jan (廣府人). Il presente articolo tratta il termine inteso in questa accezione più ristretta. La parola "cantonese" deriva da Canton, traslitterazione francese del nome coloniale portoghese per Guangzhou, nome cinese della capitale della provincia di Guangdong.
I Cantonesi sono chiamati Kongfu in Malaysia e Konghu in Indonesia. Sono invece definiti come Hoa in Vietnam. Essi costituiscono la grande maggioranza della popolazione di Hong Kong, che proviene generalmente da Canton e da Taishan; in conseguenza di questo, Hong Kong è una società con una fortissima influenza linguistica cantonese, che si aggiunge al fatto che la cultura, la musica e le forme d'intrattenimento locali sono tutte cantonesi.
I Cantonesi hanno avuto successo in molti campi, come la politica, lo spettacolo e gli affari in molte parti del mondo, come testimoniano alcuni personaggi di fama mondiale che sono appunto di origine cantonese. Ad esempio Bruce Lee, uno dei più famosi asiatici di tutti i tempi, era anche lui di origine cantonese ed è considerato tra le 100 personalità più influenti del XX secolo e della storia in generale.

## Cultura
Il cinese yue, o "cantonese" in senso ampio, è una delle principali suddivisioni delle varietà del cinese, con 70 milioni di parlanti. Comprende molti dialetti strettamente imparentati nativi delle aree del Guangdong e del Guangxi.
Più specificamente, il cantonese indica il dialetto di prestigio della lingua nativa di Canton. Si tratta di un idioma usato come lingua franca, nell'educazione, nei mezzi di comunicazione, e dai Cantonesi a Hong Kong, Macao e oltremare. Diversamente dalla maggior parte delle altre varietà del cinese, il cantonese gode di uno status semiufficiale a Hong Kong e Macao, e ha una tradizione indipendente nella lingua scritta. A parte il mandarino, il cantonese standard è l'unico altro dialetto/lingua cinese a essere conosciuto internazionalmente in tutto il mondo e ha le sue versioni di canzoni, drammi, film. Anche animazioni e videogiochi sono spesso doppiati in cantonese. Inoltre molti libri, articoli, riviste, giornali, specialmente i manhua (fumetti cinesi) si possono trovare scritti in cantonese. Il cantonese di Hong Kong è pertanto un marcatore e un'identità culturale per gli abitanti di Hong Kong, che consente loro di distinguersi dai Cinesi continentali.
L'opera cantonese è una delle più importanti espressioni artistiche in lingua cantonese. Si tratta di una forma teatrale che usa modelli cantati e in rima in cantonese nelle sue rappresentazioni. La tradizione dell'opera cantonese può farsi risalire già alla dinastia Song meridionale del XIII secolo.
Grazie all'ampia autonomia politica ed economica di cui usufruisce al di fuori del controllo diretto della RPC, Hong Kong è stata una produttrice attiva (e primaria) di intrattenimento in lingua cantonese. Il Cantopop, la musica pop di lingua cantonese, gode di una base multinazionale di ammiratori a Taiwan, in Malesia, a Singapore, in Cina (Guangdong, Guangxi) e in piccola misura in Giappone. Il Canton-pop è popolare anche nelle comunità cinesi negli Stati Uniti, in Canada, Malesia e Australia. Il principale centro dell'industria musicale cantonese è naturalmente a Hong Kong. Famosi artisti Cantopop includono Andy Lau, Jacky Cheung, Leon Lai, Faye Wong, Sammi Cheng e Coco Lee. Molte di queste notissime star sono cantonesi o vengono dalle famiglie di immigranti cinesi dell'interno.
Il cinema in lingua cantonese di Hong Kong è un'industria fiorente che gode di fama internazionale. Una delle più grandi industrie cinematografiche del mondo, ha prodotto film recenti come Kung Fusion e Infernal Affairs che sono stati acclamati a livello mondiale. Per alcuni decenni il cinema in lingua cantonese di Hong Kong è stato la terza industria cinematografica del mondo (dopo quelle indiana e di Hollywood) e il secondo più grande esportatore di film, grazie alla popolarità dei film di azione di Hong Kong. Le pellicole in lingua cantonese si possono trovare esportate in tutto il mondo, in particolare in Europa, America Latina, Sud-est asiatico, Corea del Sud e Giappone.
La cucina cantonese è uno dei più famosi tipi di cucina cinese, popolare sia dentro che fuori della Cina, ed è caratterizzata dalla varietà dei metodi di cottura, dalla freschezza e dall'uso dei frutti di mare. Il cibo cantonese è più conosciuto nel mondo occidentale, tanto che molti lo considerano il migliore della Cina e addirittura del mondo. Quando in Occidente la gente parla di cibo cinese, di solito intende il cibo cantonese. Il dim sum è ugualmente famoso per la sua varietà di piccole porzioni.

## Storia
Fino al XIX secolo, la storia cantonese coincise in gran parte con la storia del Guangdong. L'attuale Guangdong fu portato per la prima volta sotto l'influenza Qin da un generale della dinastia Qin di nome Zhao Tuo, che in seguito fondò il regno di Nanyue nel 204 a.C. 
Nanyue e Zhao Tuo assimilarono sia la cultura han che quella yue oltre a incoraggiare i matrimoni misti. Nanyue divenne il più forte stato yue della Cina meridionale: molti regni vicini si sottomisero al suo dominio, quando Zhao Tuo saccheggiò il territorio han di Hunan nella sua capitale e sconfisse il primo attacco della dinastia Han contro Nanyue, annettendo i regni di Minyue a est e di Ouluo a ovest. Il Nanyue, nella grande espansione, includeva i territori degli odierni Guangdong, Guangxi e Vietnam meridionale con la sua capitale situata nella moderna Canton. Il popolo originale del Guangdong faceva parte degli Yue finché questo regno non fu portato completamente sotto il controllo han con l'avvento della dinastia Han nel 111 a.C., ma fu solo con le dinastie successive come la dinastia Jìn, la dinastia Tang e la dinastia Song che avvennero le principali ondate della migrazione verso sud dei letterati cinesi han. Le migrazioni arrivarono in ondate, sostituendo e assimilando le popolazioni esistenti in diversi periodi temporali, ma alcuni gruppi nativi sono ancora residenti. Alcuni studi hanno dimostrato che la maggior parte dei Cantonesi hanno un miscuglio di DNA ancestrale degli Yue e dei Cinesi han del nord.
Durante il XIX secolo le Guerre dell'oppio con l'Occidente ebbero come risultato la perdita da parte della Cina del controllo su Hong Kong, che fu ceduta all'Impero britannico. Macao, a insediamento portoghese soggetto alla sovranità cinese a partire dalla dinastia Ming (XVI secolo), fu successivamente trasformato in una colonia, anche se l'autogoverno non fu ottenuto fino agli anni 1840. Queste colonie costituiscono grosso modo meno del 2% dei territori del Guangdong. Il tumulto della seconda metà del XIX secolo spinse molti residenti del Guangdong a cercare le loro fortune oltremare. Fino alla seconda metà del XX secolo, la maggioranza dei Cinesi d'oltremare emigrarono da due province della Cina, il Fujian e il Guangdong. In conseguenza di queste migrazioni, molti Cinesi di provenienza cantonese si sono stabiliti in tutto il mondo, particolarmente in Nord America, America Latina, Asia Sud-Orientale, Africa Orientale e nelle Isole del Pacifico, dove hanno fondato comunità e contratto perlopiù matrimoni misti con donne locali, a causa del fatto che tutte le migrazioni erano costituite quasi interamente da uomini.
Diversamente dai migranti del Fujian, che si stabilirono per la maggior parte nel Sud-est asiatico, molti emigranti cantonesi migrarono anche nell'emisfero occidentale, particolarmente negli Stati Uniti e in Canada. Gli immigranti cinesi in Nord America furono portati come manodopera a buon mercato per costruire le ferrovie transcontinentali negli Stati Uniti e in Canada, mentre quelli in Sud America furono principalmente lavoratori forzati introdotti come coolie. I Cinesi in California parteciparono alla corsa all'oro, mentre i Cinesi nelle Hawaii trovarono occupazione nelle piantagioni di zucchero come lavoratori a contratto. I Cinesi giocarono un ruolo significativo anche nella corsa all'oro australiana, dal 1854 in poi. Questi primi immigranti fondarono le comunità dei quartieri cinesi, le cosiddette Chinatown, ma affrontarono anche ostilità e una serie di leggi discriminatorie che li presero di mira. Tra queste ultime rientra ad esempio il diniego all'immigrazione delle donne per impedire alle famiglie cinesi di mettere radici, che culminò nelle leggi anti-immigrazione che limitavano la migrazione cinese. Una grande proporzione di questi primi immigranti venivano dalla regione di Sze Yup (Seiyap) nel Guangdong. Come conseguenza, queste prime comunità parlavano per la maggior parte il taishanese, uno dei dialetti dello yue distinto dal cantonese. Il dialetto di Taishan (Toisan, Hoisan) è ancora parlato nelle comunità cinesi delle Americhe, da persone più anziane come pure da immigranti più recenti da Taishan. Il taishanese e il cantonese non sono mutuamente intelligibili. L'allentamento delle leggi sull'immigrazione dopo la Seconda guerra mondiale consentì successive ondate di migrazione negli Stati Uniti sia dalla Cina continentale che da Hong Kong, mentre la maggioranza dei boat people cino-vietnamiti della Guerra del Vietnam parlavano cantonese o come prima o come seconda lingua. Come risultato, il cantonese continua ad essere ampiamente utilizzato dalle comunità cinesi originarie del Guangdong-Guangxi e di Hong Kong e Macao nel mondo occidentale e non è stato soppiantato dal mandarino.